# Бакальське озеро
Бакальське, Баккал-Ґолю (крим. Baqqal gölü, «озеро крамаря») — озеро в Перекопському районі. Площа — 7,1 км². Тип загальної мінералізації — солоне. Походження — лиманове. Група гідрологічного режиму — безстічне.

## Географія
Входить в Тарханкутську групу озер. Довжина — 4 км. Ширина середня — 1,7 км, найбільша — 3,5 км. Глибина середня — 0,4 м, найбільша — 0,85. Висота над рівнем моря — -0,4 м. Найближчі населені пункти — села Стерегуще і Славне.
Озеро є лікувальним і використовується для рекреації.

## Фауна
Це озеро місце відпочинку перелітних водоплавних птахів навесні і — місцепроживання кочових птахів. У Бакальському озері зареєстровано максимальне видове багатство для солоних озер Криму — 15 видів. В 2005 році екосистема озера зазнала катастофічні змани і практично втретила свій озерний вигляд.